# 渡島海岸鉄道
渡島海岸鉄道（おしまかいがんてつどう）は、かつて北海道茅部郡森町から砂原村（現・森町）にかけて存在した鉄道路線及びそれを運営していた鉄道事業者である。

## 路線データ
廃止直前時点
- 路線距離：9.4km
- 軌間：1067mm

## 歴史
1925年（大正14年）、国鉄函館本線森駅から砂原村への鉄道敷設が出願される。しかし当初は森駅への乗り入れは認められず、東森仮停車場 - 砂原停車場間の8.3kmのみに許可が下りた。それから渡島海岸鉄道が設立され1927年（昭和2年）12月25日に開業、蒸気機関車による貨物及び旅客の輸送が開始される。1928年には森駅への乗り入れが認可され、同年9月に工事が完了、森 - 砂原間9.4kmの全線が開通した。
昭和初期は内浦湾一帯から渡島半島東岸にかけてイワシが豊漁のために大変賑わい、それに伴って輸送実績も好調であった。貨客混合の列車が1日4往復し、1936年からは砂原から鹿部町への乗合自動車も運行を始める。しかし第二次世界大戦から軍需輸送の整備が急務となり、急勾配がネックであった軍川駅 - 森駅間を迂回する「砂原線」（函館本線支線）の敷設が計画された。それと並行する渡島海岸鉄道は、1945年（昭和20年）1月25日に廃線となり、施設等は運輸通信省に買収された。
ただし、丸ごと全てが国鉄線になったわけではなく、渡島海岸鉄道は尾白内 - 掛澗間からは現在の国道278号とおおよそ同じルートを辿っていたのに対し、国鉄砂原線は北海道駒ヶ岳の裾野を少しずつ登るルートをとった。これは渡島海岸鉄道が森と砂原の集落を結ぶ目的で敷設され、一方の砂原線は上述の通り急勾配の緩和による輸送力増強を目的としていたためである。そのため掛澗駅と砂原駅は函館本線の掛澗駅・渡島砂原駅とは別の駅である。また尾白内駅は同一ルート上ではあったものの、函館本線尾白内駅よりも300mほど西（森駅側）にあった。

### 年表
- 1925年（大正14年）：森駅から砂原村へ至る鉄道の敷設が出願
- 1926年（大正15年）
  - 2月18日：渡島海岸鉄道（発起人総代助川貞二郎）に対し東森 - 砂原間の軌道敷設免許を交付[2][3]。
  - 7月1日：渡島海岸鉄道株式会社が設立。社長板谷順助専務助川貞二郎[2]。
- 1927年（昭和2年）12月25日：東森仮停車場 - 砂原間開業[4]。東森・尾白内・掛澗・砂原の各駅を設置。
- 1928年（昭和3年）9月13日：森 - 砂原間全通。同時に東森仮停車場廃止。
- 1929年（昭和4年）6月29日：鉄道延長線敷設免許状下付（茅部郡砂原村-同郡鹿部村間）[5]。
- 1931年（昭和6年）12月23日：鉄道延長線敷設免許状下付（茅部郡鹿部村-同郡臼尻村間）[6]。
- 1933年（昭和8年）9月2日：自動車運輸営業開始（砂原-相泊間、乗客用貨物用各1台[7][8]）。
- 1934年（昭和9年）
  - 7月1日：東森駅を新設。
  - 12月25日：尾白内駅を移設。
- 1936年（昭和11年）7月1日：新川・尾白内学校裏・押出・度杭崎の各停留所を新設。
  - 10月30日：鉄道免許取消並びに失効（官報掲載）[9]。
- 1938年（昭和13年）1月：東掛澗停留所を新設。
- 1944年（昭和19年）6月1日：北海道における旅客自動車運輸事業統合要綱により、バス事業を函館乗合自動車（現在の函館バス）へ譲渡。
- 1945年（昭和20年）1月25日：全線廃止、運輸通信省に買収、会社解散。

## 輸送・収支実績
| 年度 | 乗客（人） | 貨物量（トン） | 営業収入（円） | 営業費（円） | 益金（円） | その他損金（円）           | 支払利子（円） | 政府補助金（円） | 道庁補助金（円） |
| ---- | ---------- | -------------- | -------------- | ------------ | ---------- | -------------------------- | -------------- | ---------------- | ---------------- |
| 1927 | 2,439      | 130            | 557            | 1,792        | ▲ 1,235    |                            |                |                  |                  |
| 1928 | 88,076     | 8,366          | 26,534         | 32,655       | ▲ 6,121    | 雑損2,722                  | 23,273         | 20,573           | 15,412           |
| 1929 | 89,904     | 14,572         | 33,649         | 44,392       | ▲ 10,743   |                            | 23,337         | 29,143           | 24,314           |
| 1930 | 83,789     | 15,556         | 33,247         | 43,353       | ▲ 10,106   |                            | 21,961         | 29,536           | 23,628           |
| 1931 | 57,717     | 17,467         | 27,572         | 42,591       | ▲ 15,019   | 雑損719                    | 21,653         | 28,203           | 23,770           |
| 1932 | 63,857     | 20,885         | 32,609         | 36,387       | ▲ 3,778    | 雑損44                     | 20,425         | 25,698           | 18,794           |
| 1933 | 81,679     | 30,314         | 44,993         | 48,496       | ▲ 3,503    | 雑損264、自動車236         | 20,525         | 29,946           | 13,849           |
| 1934 | 114,809    | 52,949         | 68,162         | 54,284       | 13,878     | 雑損527、自動車538         | 18,224         | 21,679           | 14,099           |
| 1935 | 125,405    | 48,512         | 65,314         | 68,036       | ▲ 2,722    | 雑損償却金2,461、自動車929 | 16,838         | 31,354           | 6,125            |
| 1936 | 132,056    | 45,931         | 65,453         | 69,626       | ▲ 4,173    | 雑損2,062、自動車5,198     | 15,307         | 29,903           | 15,574           |
| 1937 | 161,365    | 46,882         | 69,885         | 72,513       | ▲ 2,628    | 雑損215、自動車2,189       | 13,872         | 27,682           | 7,192            |
| 1938 | 149,999    | 48,119         | 71,421         | 66,924       | 4,497      |                            |                |                  |                  |
| 1939 | 143,857    | 40,639         | 65,328         | 63,394       | 1,934      |                            |                |                  |                  |
| 1940 | 220,171    | 59,854         | 89,275         | 87,161       | 2,114      |                            |                |                  |                  |
| 1941 | 260,221    | 52,190         | 92,937         | 84,529       | 8,408      |                            |                |                  |                  |
| 1942 | 352,251    | 42,909         | 116,419        | 95,082       | 21,337     |                            |                |                  |                  |
| 1943 | 457,348    | 63,003         |                |              |            |                            |                |                  |                  |

- 鉄道統計資料、鉄道統計各年度版、1938-1942年度は『北海道鉄道百年史 中巻』111頁、国有鉄道陸運統計昭和18年度。1938年度以降の空欄は未調

## 車両
開業時に鉄道省から払下げの蒸気機関車2両、岩崎レール商会製の客車2両（総定員96人）、貨車11両（有蓋車5、無蓋車6）が用意され、1936年度にガソリンカー1両が加わり以後廃止まで変化がなかった。

### 蒸気機関車
- 1409・1420 - 開業時に、鉄道省1400形蒸気機関車（タンク式蒸気機関車）2両の払下げをうけた。

### ガソリンカー
- キハ101 - 1936年日本車輌製造東京支店製の半鋼製2軸車。森 - 砂原間を蒸気機関車が33-35分かかるのに対し23分で走破した。廃止後釧路臨港鉄道に売却された[12]。

### 客車
- ハ1・ハ2 - 1927年岩崎レール商会製の木製2軸車。廃止後ハ1が三菱鉱業大夕張鉄道に売却された[13]。ハ2については、未確認であるが三井鉱山芦別鉄道に譲渡されてフハ4（未入籍のまま廃車）となったものと推定されている。[14]

### 貨車
- ワム1形（ワム1 - ワム3） - 1927年岩崎レール商会製の15t積み有蓋車で、鉄道省ワム3500形の同形車。廃止後は、ワム1・ワム2が西武鉄道に、ワム3が駿豆鉄道に譲渡された。
- ワブ1形（ワブ1・ワブ2） - 1927年岩崎レール商会製の14t積み有蓋緩急車で、ワム1形に車掌室を設けたもの。新製時はワフ1形（ワフ1・ワフ2）と称したが、1928年9月3日付で改称された。廃止後は、ワブ1が羽幌炭礦鉄道に、ワブ2が三井鉱山芦別鉄道に譲渡された。
- トム1形（トム1 - トム6） - 1927年岩崎レール商会製の15t積み無蓋車で、5枚側の総あおり戸式である。新製時はト1形（ト1 - ト6）と称したが、1928年9月3日付で改称された。廃止後は、トム1 - トム4が駿豆鉄道に、トム5・トム6が西武鉄道に譲渡された。

## 駅一覧
所在地は廃止時点のもの。全駅北海道に所在。前述の通り、尾白内駅・掛澗駅・砂原駅は現在の函館本線にあるものとは別の駅である。
| 駅名               | 読み                   | 駅間キロ | 営業キロ | 接続路線           | 所在地       |
| ------------------ | ---------------------- | -------- | -------- | ------------------ | ------------ |
| 森駅               | もり                   | -        | 0.0      | 国有鉄道：函館本線 | 茅部郡森町   |
| 新川停留所         | しんかわ               | -        | -        |                    | 茅部郡森町   |
| 東森駅             | ひがしもり             | 1.8      | 1.8      |                    | 茅部郡森町   |
| 尾白内駅           | おしろない             | 1.3      | 3.1      |                    | 茅部郡森町   |
| 尾白内学校裏停留所 | おしろないがっこううら | -        | -        |                    | 茅部郡森町   |
| 押出停留所         | おしだし               | -        | -        |                    | 茅部郡砂原村 |
| 掛澗駅             | かかりま               | 3.2      | 6.3      |                    | 茅部郡砂原村 |
| 東掛澗停留所       | ひがしかかりま         | -        | -        |                    | 茅部郡砂原村 |
| 度杭崎停留所       | どくいざき             | -        | -        |                    | 茅部郡砂原村 |
| 砂原駅             | さわら                 | 3.1      | 9.4      |                    | 茅部郡砂原村 |